# Shunsuke Nakamura
Shunsuke Nakamura (jap. 中村 俊輔 Nakamura Shunsuke; * 24. Juni 1978 in Yokohama) ist ein japanischer ehemaliger Fußballspieler. Er war bekannt für seine Freistöße und Dribbelstärke.

## Karriere

### Verein
Nakamura begann seine Profikarriere in der J. League bei den Yokohama F. Marinos, wo er bis 2002 spielte. Danach wechselte er zum italienischen Club Reggina Calcio, der gerade in die Serie A aufgestiegen war. Während der drei Jahre in Reggina musste sich Nakamura häufig mit Verletzungen auseinandersetzen, zudem konnte sich der Club nicht aus den unteren Regionen der Tabelle lösen.
2005 wechselte Nakamura dann zum schottischen Klub Celtic Glasgow, nachdem er unter anderem auch von den Bundesligisten Borussia Mönchengladbach und Borussia Dortmund umworben worden war. Bei den Fans von Celtic Glasgow erfreute sich Nakamura großer Beliebtheit, unter anderem auch durch seine hervorragende Freistoßtechnik. 2007 wurde er zum Celtic-Spieler des Jahres sowie zu Schottlands Fußballer des Jahres gewählt. Mit Celtic gewann er dreimal die schottische Meisterschaft, zweimal den schottischen Ligapokal und einmal den schottischen Pokal.
Nachdem sein Vertrag bei Celtic mit Ende der Saison 2008/09 ausgelaufen war, wechselte Nakamura ablösefrei zu Espanyol Barcelona. Bereits im Februar 2010 kehrte er in seine Heimat Japan zurück und wechselte zu den Yokohama Marinos. Nach 190 Ligaeinsätzen im Trikot der Marinos wechselte er zur Saison 2017 zum Ligakonkurrenten Júbilo Iwata. Nach zwei Jahren und 45 Ligaspielen wechselte Nakamura im Sommer 2019 zum Zweitligisten Yokohama FC. Am Ende der Saison 2021 belegte er mit dem Verein den letzten Tabellenplatz und musste somit in die zweite Liga absteigen. Am Ende der Saison 2022 feierte er mit Yokohama die Vizemeisterschaft der zweiten Liga und den Aufstieg in die erste Liga.

### Nationalmannschaft
Sein erstes Länderspiel absolvierte Nakamura am 13. Februar 2000 gegen Singapur. 2002 erlebte er seine größte Enttäuschung, als ihn der damalige Nationaltrainer Philippe Troussier nicht für die Fußball-Weltmeisterschaft 2002 im eigenen Land nominierte. 2006 nahm er an der WM in Deutschland teil.
Mit der japanischen Nationalmannschaft konnte Nakamura 2000 und 2004 die Fußball-Asienmeisterschaft gewinnen; 2004 wurde er zudem zum wertvollsten Spieler des Turniers gewählt.
2010 wurde Nakamura für die WM in Südafrika nominiert, bei der er mit Japan im Achtelfinale gegen Paraguay im Elfmeterschießen ausschied. Nakamura kam einzig im Gruppenspiel gegen die Niederlande, als Einwechselspieler, zum Einsatz. Nach dem Ausscheiden trat er aus der Nationalmannschaft zurück.

## Erfolge

### Verein
- Schottischer Meister: 2005/06, 2006/07, 2007/08
- Schottischer Pokalsieger: 2006/07
- Schottischer Ligapokalsieger: 2005/06, 2008/09
- Kaiserpokalsieger: 2013
- Japanischer Ligapokalsieger: 2001

Yokohama FC
- Japanischer Zweitligavizemeister: 2022  ▲

### Nationalmannschaft
- Fußball-Asienmeister: 2000, 2004 mit Japan

## Auszeichnungen
- Bester Spieler der Asienmeisterschaft: 2004
- J. League Fußballer des Jahres: 2000, 2013
- Schottlands Fußballer des Jahres: 2007
- J. League Best Eleven: 1999, 2000, 2013